# Renzo Calegari
Renzo Calegari (Genova, Kraljevina Italija, 5. rujna 1933. – Genova, 5. studenoga 2017. ) bio je talijanski crtač stripa.

## Život i karijera
Calegari je napustio računovođe i ušao u umjetničke ateljee Roya d'Amija. Profesionalno je debitirao godinu dana kasnije, surađujući s Gianom Luigijem Bonellijem u seriji El Kid, I Tre Bill, i 1955. Davyjem Crockettom. Godine 1957. započeo je plodnu suradnju s Fleetway Publications, u kojoj se specijalizirao za crtanje ratnih stripova.
Godine 1967. zajedno s Ginom D'Antoniom stvorio je njegovo najpoznatije djelo, dugotrajnu seriju stripova Storia del West, koja je trajala do 1980. godine, a za koju je ilustrirao brojne priče. Nakon nekoliko godina stanke, u drugoj polovici 1970-ih, ponovno je crtao u časopisima Skorpio, Il Giornalino, Orient Express i Zodiaco.

## Vanjske poveznice
- Renzo Calegari at Lambiek